# Protestos no Chile em 2019–2020
Protestos no Chile em 2019 (também chamados de «Santiagaço» [apenas no início], «18/10», «18/O», «Crise no Chile em 2019», «Explosão social no Chile em 2019», «O Chile despertou», «Primavera do Chile», «Revoltas no Chile em 2019», «Revolução dos trinta pesos» e «Surto social»)  são uma série de protestos civis, atualmente em pausa, em várias cidades do Chile, a favor da extrema esquerda. Os protestos começaram na capital —Santiago— como uma campanha coordenada de estudantes do ensino médio para evitar pagar o metrô de Santiago em resposta a recentes aumentos de preços, levando a confrontos abertos com a polícia nacional (Carabineros). Em 18 de outubro, a situação piorou quando grupos organizados de manifestantes se rebelaram em toda a cidade, confiscando muitos terminais da rede do metrô de Santiago (parte da Red) e desativando-os com extensos danos à infraestrutura. A rede Metro foi totalmente desativada.
Em 18 de outubro, o presidente do Chile, Sebastián Piñera, anunciou um estado de emergência, autorizando o envio de forças do Exército chileno nas principais regiões para fazer cumprir a ordem e reprimir a destruição de bens públicos, e invocou perante os tribunais a Ley de Seguridad del Estado ("Lei de Segurança do Estado") contra dezenas de detidos. Um toque de recolher foi declarado em 19 de outubro na área da Grande Santiago, pela primeira vez desde 1987, no final da ditadura de Pinochet.
Protestos e distúrbios se expandiram para outras cidades, incluindo Concepción, San Antonio e Valparaíso. O estado de emergência foi estendido à província de Concepción, toda a região de Valparaíso (exceto a Ilha de Páscoa e o arquipélago Juan Fernández) e as cidades de Antofagasta, a Grande La Serena (Coquimbo e La Serena), Rancagua, Valdivia e Iquique.
A situação se estendeu algumas horas depois para cinco outras regiões do país e, no dia 23, o estado de emergência havia sido declarado em quinze das dezesseis capitais regionais.
De acordo com vários analistas, os protestos têm sido caracterizados pela ausência de líderes e pela incorporação, em diferentes níveis, de um espectro social amplo, da classe baixa para a média alta. Embora a causa imediata possa ser atribuída ao aumento da taxa de transporte público, as concentrações populares logo expuseram suas causas mediadas: o alto custo de vida (até 2019 Santiago do Chile é a segunda cidade mais cara da América Latina), pensões baixas, altos preços de medicamentos e tratamentos de saúde, e uma rejeição geral de toda a classe política e o descrédito institucional acumulado ao longo dos anos, incluindo a própria Constituição desse país.
Tanto por causa do nível de danos à infraestrutura pública e o número de manifestantes quanto por causa das medidas adotadas pelo governo, os protestos foram classificados como a «pior agitação civil» ocorrida no Chile desde o final da ditadura de Pinochet. Até agora, 35 falecidos têm sido confirmados, associados principalmente a incêndios, confrontos entre cidadãos ou com uniformizados. Além disso, há mais de 3400 civis hospitalizados como produto dos confrontos, e 2000 policiais machucados em diferentes graus. O Instituto Nacional de Derechos Humanos tem identificado mais de 3400 civis hospitalizados durante o movimento, enquanto que tem se cifrado em 8812 os detidos que tem conseguido visitar; ademais, tem relatado casos de torturas e outras humilhações em nome das Forças Armadas e da Ordem. Pesquisas realizadas por organizações como a Anistia Internacional, a Comissão Interamericana de Direitos Humanos, o Human Rights Watch e o Escritório do Alto Comissário das Nações Unidas para os Direitos Humanos determinaram a ocorrência de violações graves de direitos humanos cometidos por funcionários do Estado chileno. O governo, em tanto, reconheceu a existência de alguns casos pontuais de excesso policial, porém descartou a ocorrência sistemática destes.
As perdas econômicas desses protestos são estimadas em US$ 3,300 milhões, considerando danos à propriedade pública e privada, enquanto 100 mil a 300 mil empregos teriam sido perdidos. O peso chileno sofreu uma forte desvalorização, passando de CLP$ 710 anterior à crise, para um recorde máximo de CLP$ 838,33 por dólar, a meados de novembro de 2019. Também estima-se que os protestos vão subtrair um ponto percentual de crescimento econômico para o país entre 2019 e 2020.
Em resposta às manifestações, o governo de Sebastián Piñera anunciou uma série de medidas (Projetos de lei e reformas relacionados com os protestos no Chile em 2019-2020) denotadas «Nova Agenda Social», que inclui medidas relacionadas a pensões de aposentadoria, saúde, salários e administração pública. Da mesma forma, promoveu uma agenda de segurança, que inclui projetos de anti-vandalismo e de reconstrução. Em 15 de novembro, um acordo transversal entre o Governo e o Congresso, e assinado pela maioria dos partidos políticos com representação parlamentar, concordou em convocar um Plebiscito Nacional em abril de 2020 para definir se uma nova Constituição política será redigida, e que mecanismo será utilizado.

## Antecedentes

### Causas estruturais

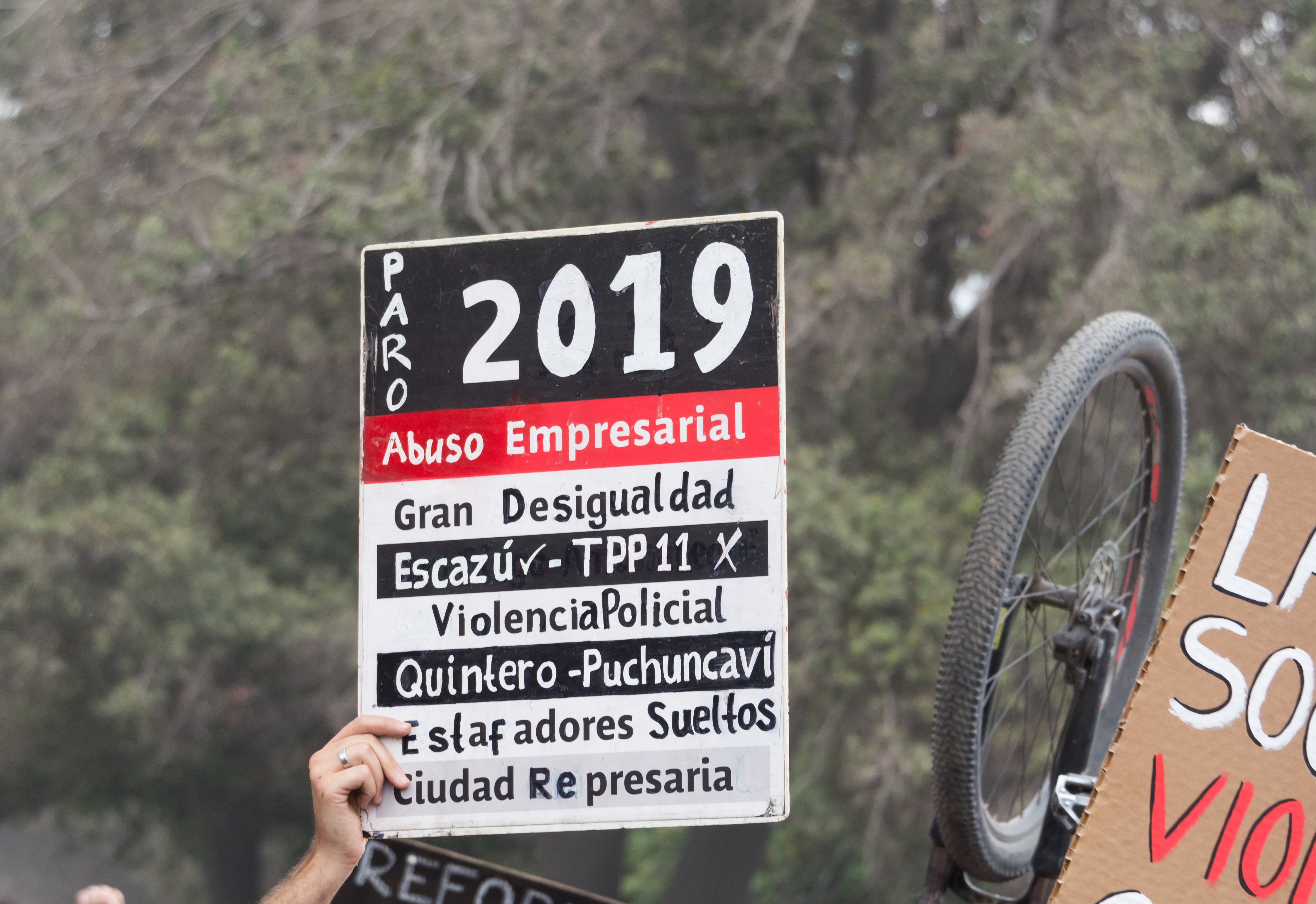
Banner simulando uma placa de sinalização de rota de ônibus da Red, mencionando fatos que geralmente são indicados como a causa dos protestos:
° Greve 2019;
° Abuso executivo;
° Grande desigualdade;
° Sim ao Escazú - Não à TPP;
° Violência policial;
° [ Poluição industrial em] Quintero e Puchuncaví;
° Caloteiros livres;
° Cidade repressiva

Desigualdade no Chile refere-se à desigualdade econômica e social existente no Chile, que, em 2015, obteve o quarto maior índice de pobreza relativa a rendas entre os 35 países da OCDE, depois do Israel, os Estados Unidos e a Turquia. É importante enfatizar que, não obstante ao anterior, alguns índices deixam o Chile relativamente bem posicionado dentro da América Latina.
Apesar do crescimento econômico mantido do Produto interno bruto do país —que foi de um 5 % real anual de média a partir de o Chile retornar à democracia (ou seja, entre 1990 e 2015)— e de ser uma das economias mais fortalecidas da América Latina, o Chile obteve o maior Coeficiente de Gini em 2015 entre os 35 países da OCDE, seguido pelo México, os Estados Unidos e a Turquia, o que o torna o país com a mais desigual distribuição de rendas dos países da OCDE, de acordo com este indicador.

#### Estado subsidiário
Uma vez promulgada a Constituição de 1980, o papel do Estado quanto à segurança e direitos sociais é alterado de Estado Social de Direito (contido na Constituição do Chile de 1925) para uma conceição particular disso, conhecida como «princípio da subsidiariedade». Com a visão neoliberal, o Estado só pode dar previdência social quando a iniciativa privada não puder fazê-lo, ou não tiver interesse, ainda mais se a iniciativa privada se sentir discriminada por uma ação estatal, o Estado deve compensá-la e indenizá-la. Isto leva a que os direitos sociais —que são entendidos mundialmente como universais— como saúde, educação e sistema de aposentadoria (além de outros serviços, como o sistema de telecomunicações, acesso a água potável, eletricidade, etc.) sejam fornecidos por áreas privadas em uma estrutura de mercado, sob as regras do mesmo, apenas fornecendo o Estado estes direitos se o mercado não puder ou não quiser oferecer, gerando acesso desigual entre os cidadãos de acordo com quem pode pagar.

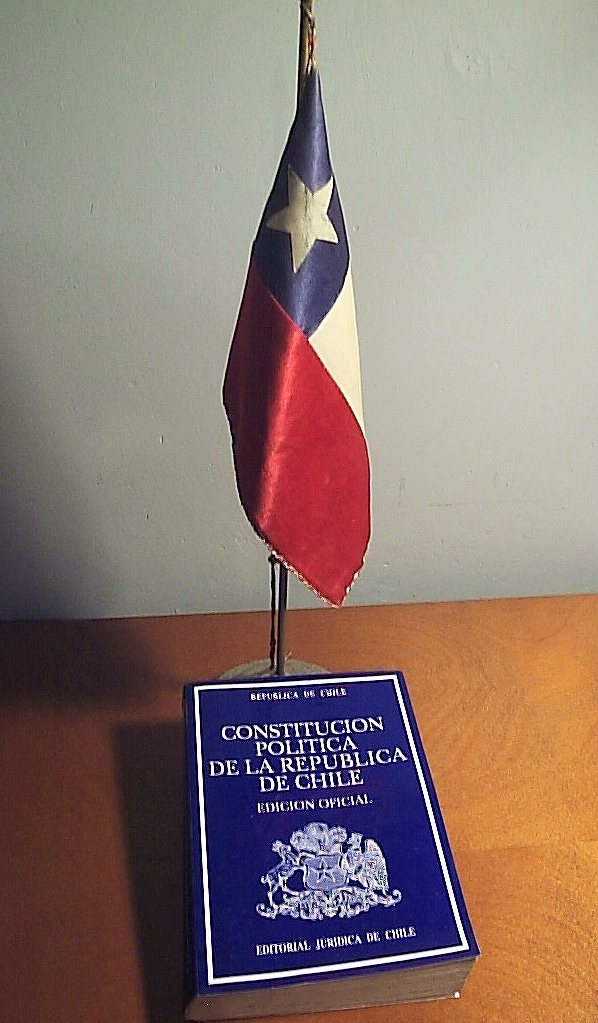
Dois exemplos clássicos sobre como a Constituição política de 1980 tem impedido direitos sociais e evolução de costumes, foi quando, em 2008, o Tribunal Constitucional do Chile impediu a entrega da Pílula do dia seguinte ou quando, em 2015, impediu a Gratuidade no Ensino Superior.

O princípio da subsidiariedade virou em obstáculo à implementação de políticas assistenciais ou de serviço público mais agressivas pelos governos subsequentes à Ditadura militar chilena. O plano AUGE, por exemplo, foi originalmente questionado por ser inconstitucional. Da mesma forma, a importância atribuída à família foi usada como argumento que impedisse a adaptação das leis à evolução dos costumes sexuais e de filiação. Enfim, mesmo um conceito aparentemente tão inócuo quanto de bem comum pode ser objeto de leituras restritivas, que vinculem o futuro da sociedade chilena a um modelo imutável específico, e impedem sua evolução de acordo com a apreciação mais ou menos variável do interesse geral, que os representantes da Nação fizerem com o decorrer do tempo.
A isto se somam dois fatores que mantêm uma tensão séria desde o retorno à democracia, impedindo mudanças no modelo socioeconômico. Por um lado, a definição de um sistema eleitoral binominal até 2017 que não garantia, de maneira absolutamente fiel, a representação de todas as coletividades políticas, e que forçou a formar grandes blocos políticos, onde as coletividades mais marginais têm dificuldade em se fazer ouvir. Nesse contexto, a Constituição parece ter sido feita para reger o país de uma vez por todas, sem a possibilidade de evolução.
Por outro lado, e além do acima exposto, a Constituição, em várias de suas disposições, exige maiorias parlamentares para reformar certos aspectos institucionais que são decisivos para a crise. Por exemplo, é mister que haja maioria dos 4/7 dos parlamentares em exercício para reformar os partidos políticos, a liberdade acadêmica, as bases da administração, o Congresso Nacional, o Tribunal Constitucional, as Forças Armadas, etc., ou uma Ley de Quórum Calificado ("Lei do Quórum Qualificado") para reformar a Capitalização individual no sistema de aposentadorias. Diante do exposto, tem sido extremamente difícil para a maioria democrática reformar tais instituições, cujo regime jurídico, em essência, foi definido durante a ditadura militar, exigindo maiorias ainda mais altas que 2/3 para ajustar o conceito de "subsidiário" para o Estado.

#### Desigualdade socioeconômica
De acordo com dados do Banco Mundial, o Chile é o 13º país mais desigual da América Latina, medido pelo Coeficiente de Gini; e o segundo mais desigual após o México entre os membros da Organização para a Cooperação e Desenvolvimento Econômico. Apesar de ser uma das economias mais prósperas do continente americano, as políticas neoliberais estabelecidas durante a Ditadura militar —e mantidas por três décadas desde o retorno à democracia— só conseguiram esforços muito modestos para mitigar a disparidade histórica de renda, que não tem sofrido grandes mudanças a partir de meados do século XIX. Segundo o relatório "Panorama social da América Latina" da Comissão Econômica para a América Latina e o Caribe (CEPAL), o 1% mais rico representa 7,5% da renda medidas por pesquisas, e 26,5% da riqueza líquida (ativos menos passivos). O acima exposto foi invocado como uma das principais motivações dos manifestantes.
Essa desigualdade de renda implica desigualdade social. Isso se manifesta, por exemplo, em importantes diferenças educacionais entre os diferentes estratos socioeconômicos. De fato, jovens dos estratos mais pobres obtêm resultados acadêmicos muito piores do que os dos estratos mais altos. Da mesma forma, há uma segregação residencial significativa, devido a políticas que incentivaram a construção de habitações sociais na periferia de centros urbanos, onde os serviços públicos básicos eram geralmente escassos, gerando então, novas barreiras à inclusão social e à superação da vulnerabilidade social das famílias de baixa renda. Isto, além disso, significa que em grandes cidades, como Santiago do Chile, os estratos pobres vivem afastados dos locais onde eles trabalham, o que significa investir muito tempo para viajar de transporte público, especialmente em horário de pico.

#### Alto custo de vida
O custo de vida no Chile é, além do mais, alto. A proporção entre o PIB corrigido por Paridade do poder de compra e o PIB nominal é de 1 709, tornando o país o 61° mais caro do mundo, o segundo mais caro da América do Sul após o Uruguai, e o 13° mais caro da América Latina e o Caribe.
Embora haja educação gratuita nos níveis primário e secundário, os resultados são muito mais baixos aos exibidos pelo sistema de ensino privado pago. Os níveis de satisfação na saúde privada são, do mesmo jeito, geralmente muito mais altos do que na saúde pública.
O acima exposto, somado à abertura do acesso ao crédito e seu uso para satisfazer necessidades básicas, explica o alto endividamento das famílias chilenas. De acordo com o Banco Central do Chile, em 2018 foi atingido um máximo histórico de dívida equivalente a 73 % da renda disponível. Um estudo de 2019 revelou que no Chile existem quase 4,6 milhões de pessoas inadimplentes, equivalente a 34 % da população maior de 18 anos.

## Contexto

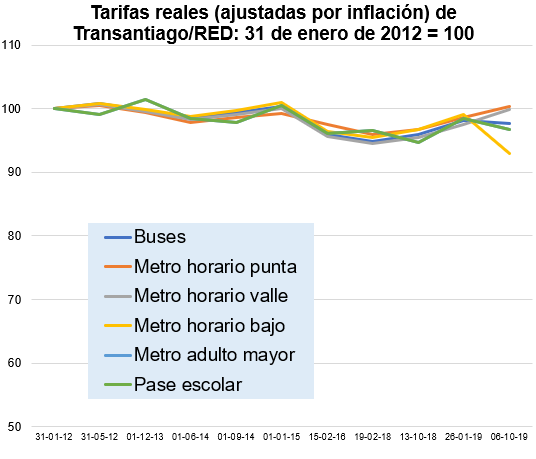
Taxa, corrigida pela inflação, do transporte público em Santiago, entre 31 de janeiro de 2012 e 6 de outubro de 2019, antes da revogação do último aumento

O preço do transporte público na Grande Santiago é determinado pelo Painel de Peritos em Transporte Público (em castelhano:  Panel de Expertos del Transporte Público), que usa uma fórmula de cálculo automático para ajustar as tarifas mensalmente. O Ministério dos Transportes e Telecomunicações é aconselhado pelo painel e deve ser notificado sobre quaisquer alterações de preço.
Em 1 de outubro de 2019, o Painel determinou o ajuste trimestral de tarifas para o sistema de transporte público da Província de Santiago e as comunas de San Bernardo e Puente Alto. Eles decidiram que era necessária uma caminhada de CLP$ 10 para ônibus e CLP$ 30 para o metrô de Santiago e Metrotrén nos horários de pico (um aumento de cerca de 4%), bem como uma redução tarifária de CLP$ 30 nos horários de menor movimento. O aumento foi justificado pelo painel devido ao aumento do índice de taxas indicado na lei, que está sujeito a variações no valor do combustível, no valor do dólar americano, no valor do euro, no custo do trabalho e no preço do combustível. índice de preços ao consumidor, entre outras variáveis, para que os custos das concessionárias e do metrô subam. A mudança de tarifa estava programada para entrar em vigor a partir de 6 de outubro.
Alguns especialistas, como a ex-ministro Paola Tapia, indicaram que existem outros fatores que explicam o aumento. Entre esses fatores, estaria a compra sem licitação de uma nova frota de ônibus elétricos para a Rede Metropolitana de Mobilidade e a suspensão do novo leilão de serviços de ônibus, ambas decisões tomadas pela administração da Ministra Gloria Hutt.
Além disso, há críticas de que as tarifas de transporte ferroviário em Santiago são as segundas mais altas da América Latina (superadas apenas por São Paulo). Em termos relativos, o custo mensal médio por pessoa para o transporte público da cidade é equivalente a 13,8% do salário mínimo, muito acima de outras cidades como Buenos Aires, Cidade do México ou Lima, onde não excede 10%.

## Protestos de outubro

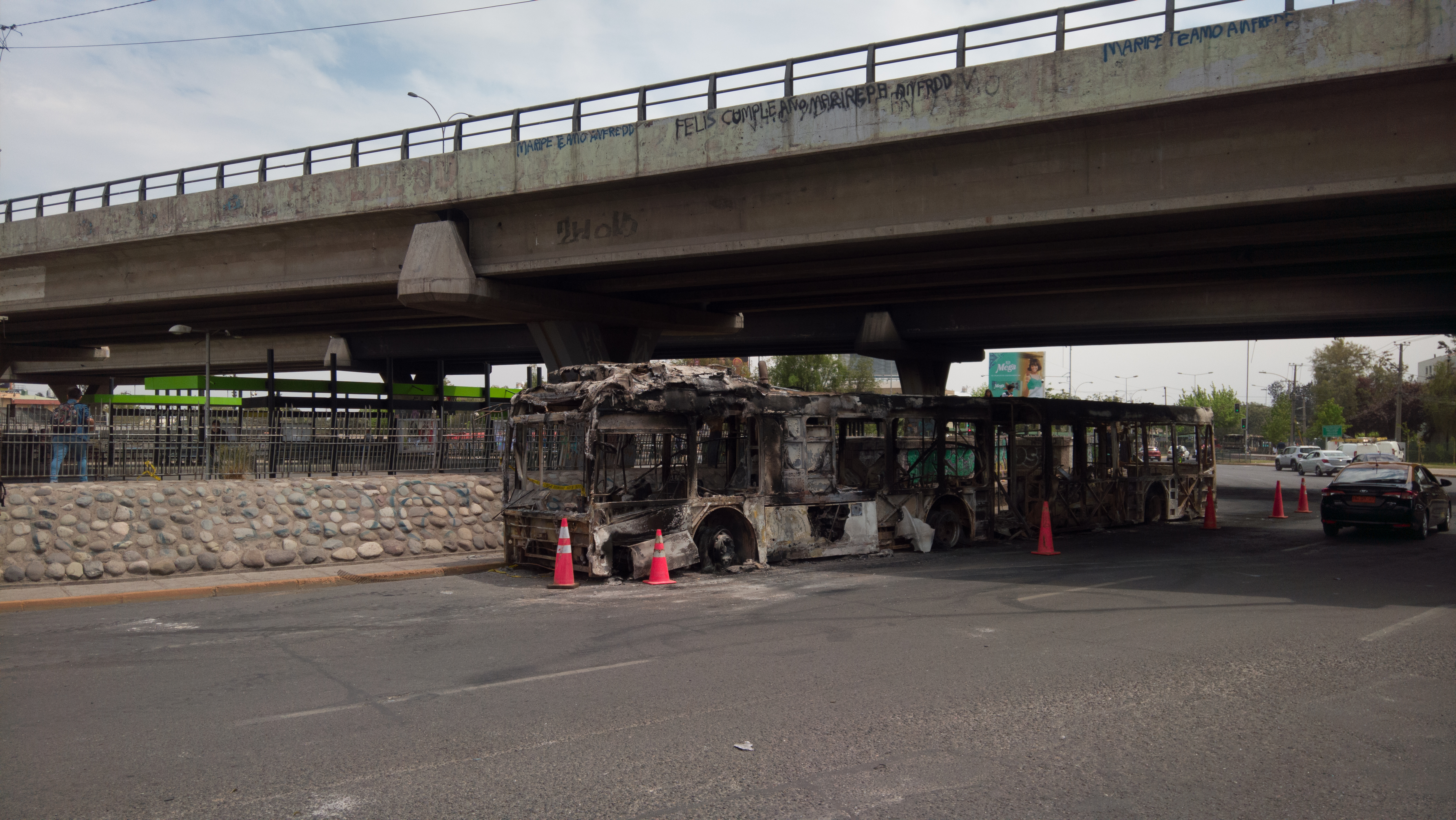
Um dos 16 ônibus de transporte público que foram queimados na noite de 18 de outubro

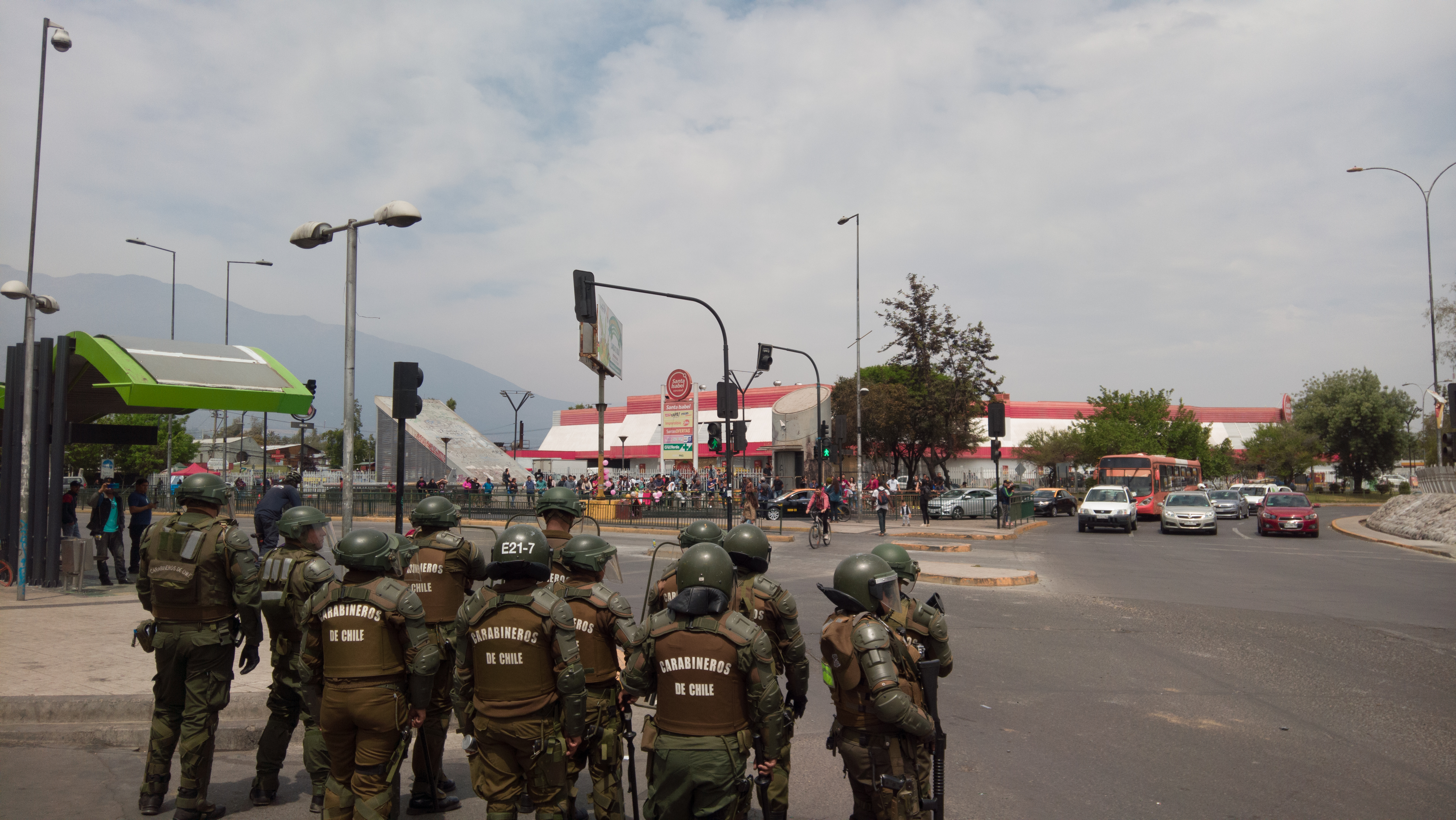
Forças Especiais de Carabineros assistindo protestos em 19 de outubro

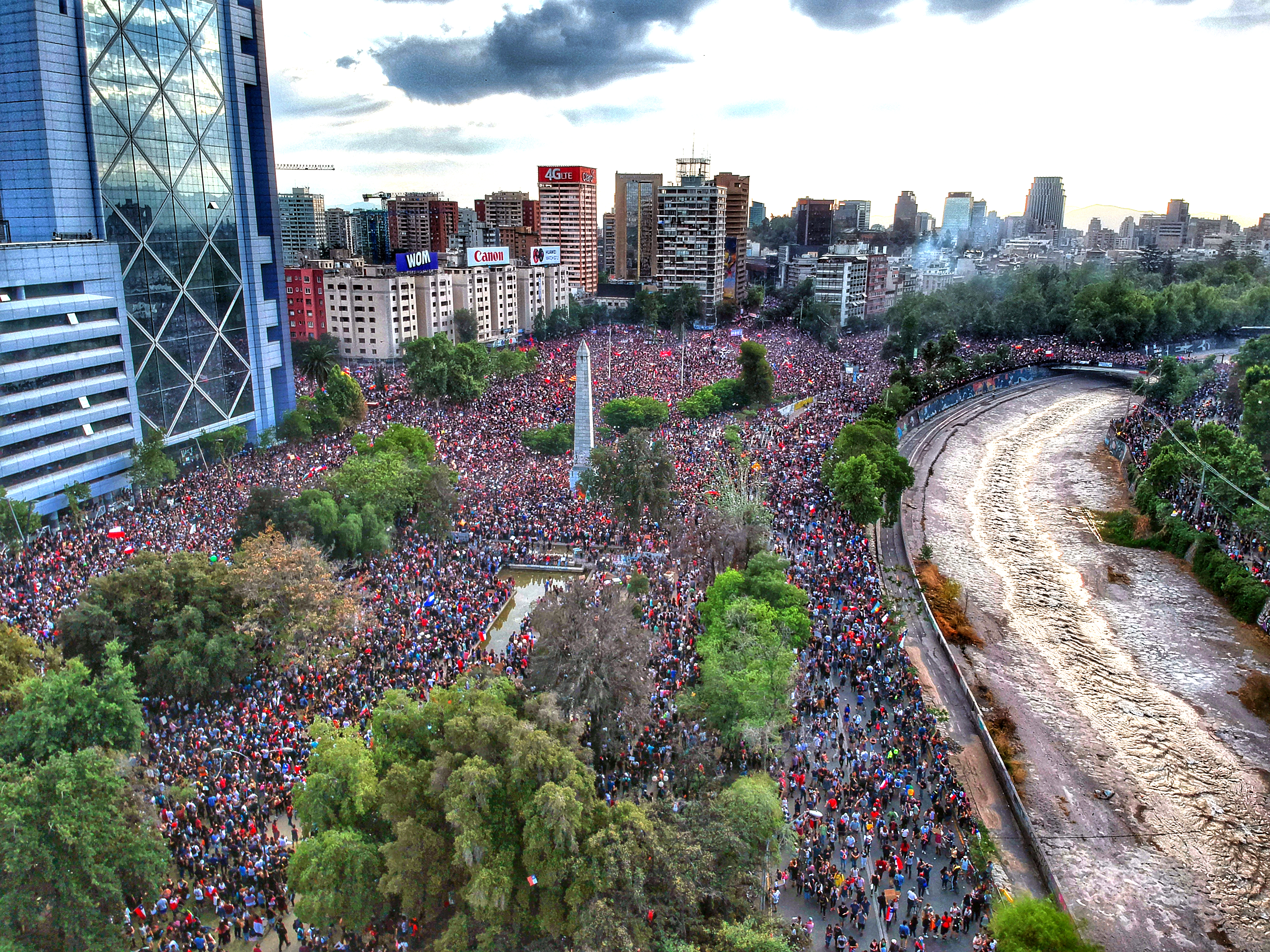
A maior marcha do Chile, na praça Baquedano e arredores, Santiago, em 25 de outubro

Os protestos começaram na segunda-feira, 7 de outubro, quando estudantes do ensino médio iniciaram uma campanha orquestrada de tarifa esquivando-se no metrô de Santiago. Em resposta, a autoridade do metrô começou a controlar o acesso a várias estações. Sob o slogan ¡Evade! ("evitar", "sonegar", "evadir"), a campanha de desvio de tarifa continuou e cresceu durante o restante da semana e na próxima. Na segunda-feira, 14 de outubro, várias estações da Linha 5 foram fechadas à tarde após relatos de incidentes violentos. Em 15 de outubro, ocorreu um grande conflito entre estudantes e policiais na estação de Santa Ana e quatro prisões foram feitas; à tarde, um grupo de manifestantes derrubou um portão de metal na estação Plaza de Armas, no centro de Santiago, e estações nas linhas 1, 3 e 5 foram fechadas para os passageiros à medida que a segurança aumentava. Os confrontos continuaram e se expandiram nos dias seguintes, com catracas e máquinas de bilhetes sendo destruídas na estação de San Joaquín, em 17 de outubro, e quatro estações fechadas à noite. Naquela época, 133 prisões foram feitas e os danos à infraestrutura do Metrô foram estimados em até 500 milhões de pesos (US$ 700 000).
Em 20 de outubro, muitos supermercados, shoppings e cinemas permaneceram fechados enquanto os protestos continuavam. O toque de recolher foi imposto para aquela noite na região metropolitana de Santiago e nas regiões de Valparaíso, Biobío (incluindo a capital regional, Concepción) e Coquimbo; quando o toque de recolher começou em Santiago, no entanto, o El Mercurio Online informou que muitos manifestantes continuavam na rua. As autoridades locais também anunciaram o fechamento de escolas em 21 de outubro (e algumas também em 22 de outubro) em 43 das 52 comunas da Região Metropolitana e em toda a província de Concepción.

## Protestos em todo o país

### Manifestações massivas

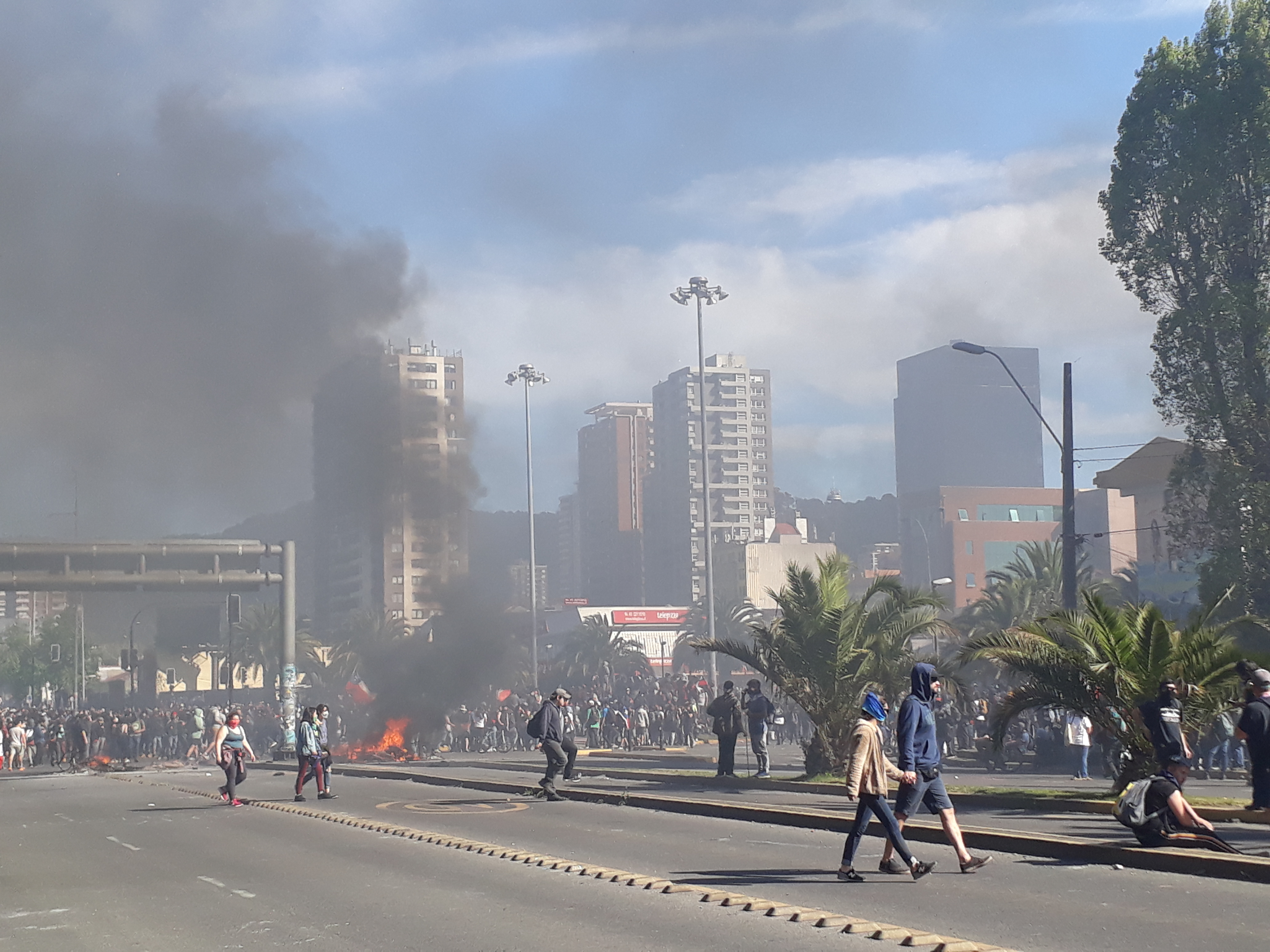
Manifestação e barricadas em Concepción, em 21 de outubro.
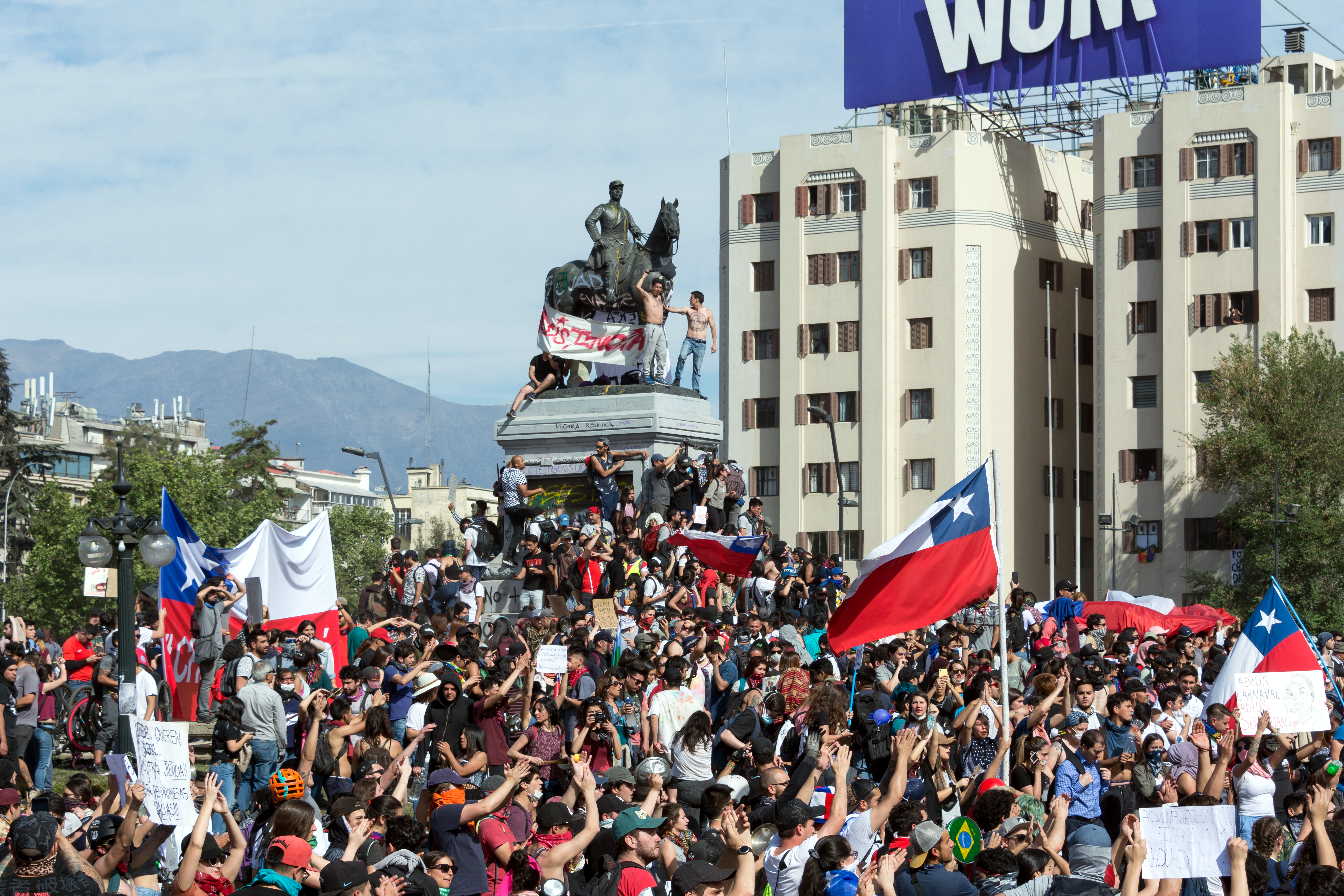
Protesto no Monumento ao General Baquedano, na praça de mesmo nome, Providencia, Grande Santiago em 22 de outubro.
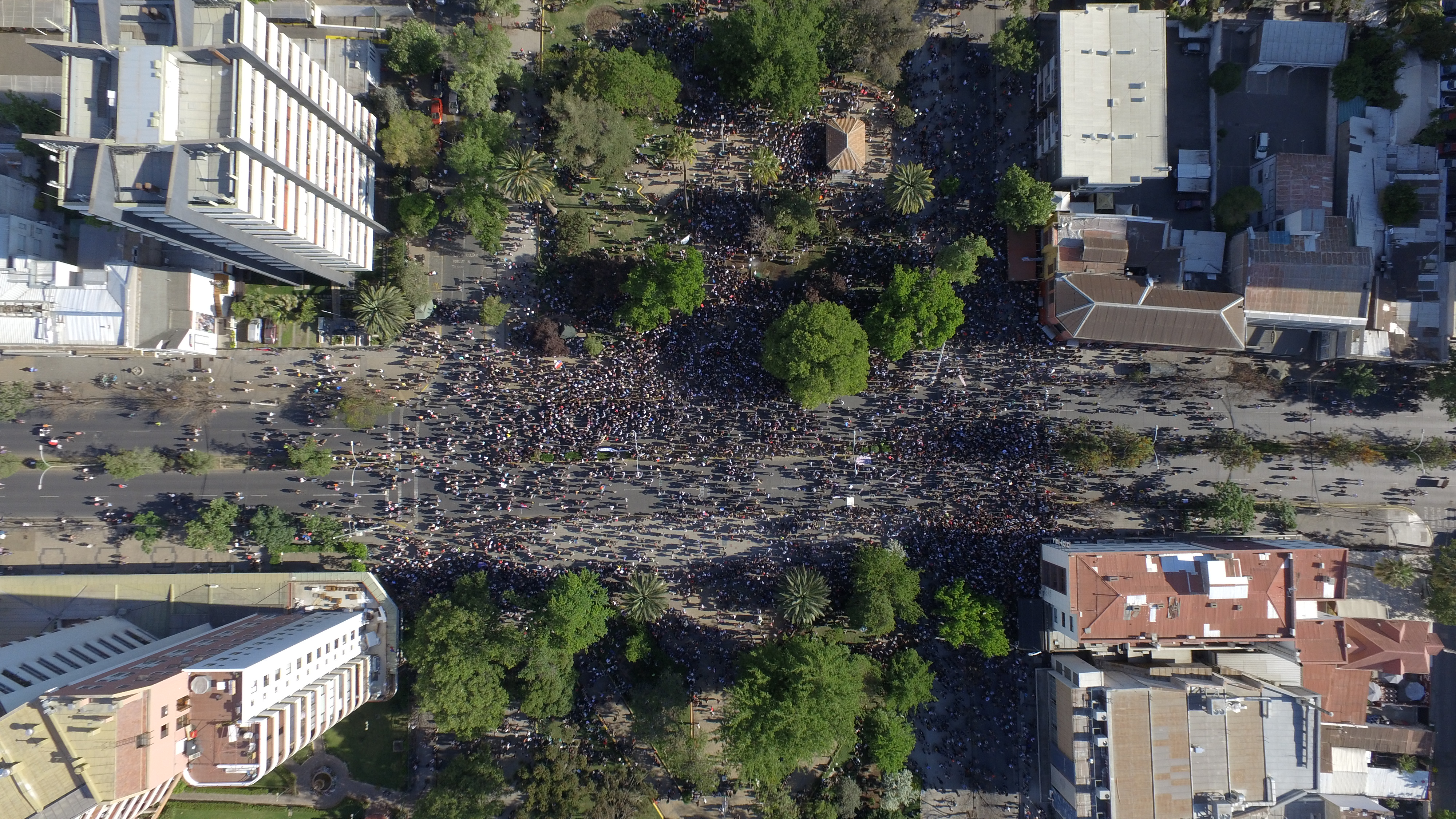
Vista aérea dos protestos em Praça Ñuñoa, Ñuñoa, Grande Santiago em 21 de outubro.
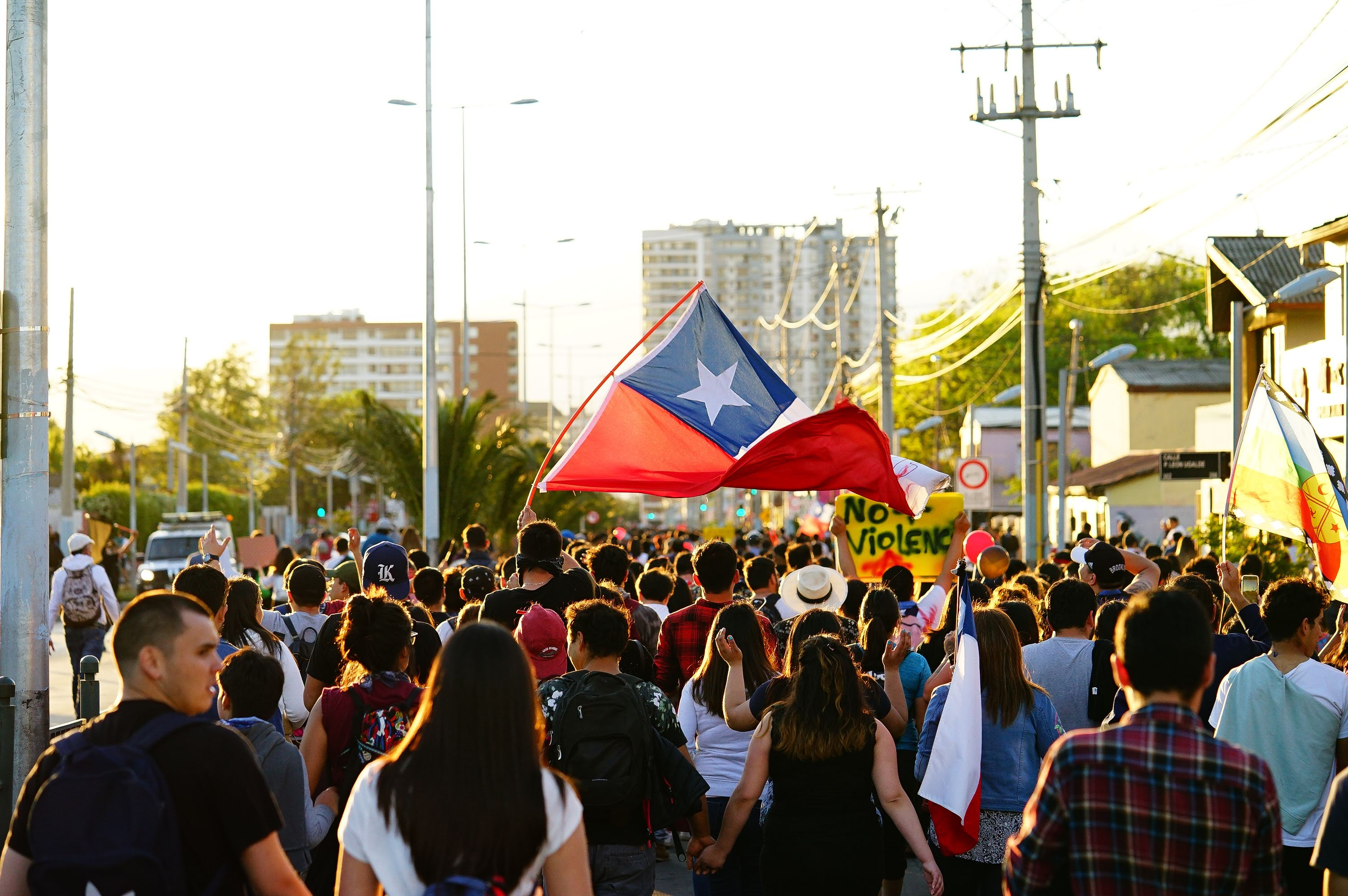
Bandeira chilena em protestos em Rancagua.
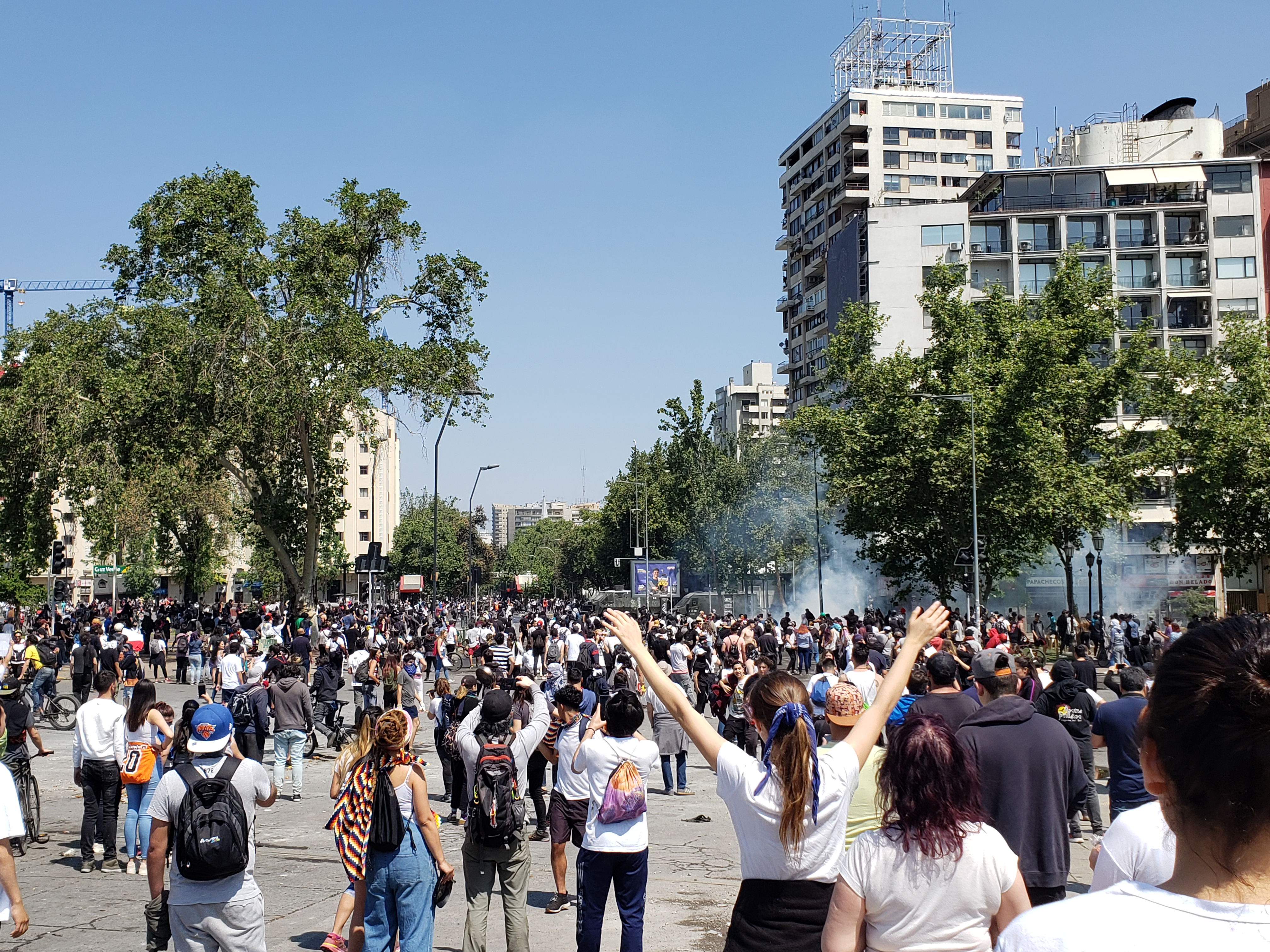
Carabineiros dispersando manifestantes em Praça Baquedano, Providencia, Grande Santiago.

## Incidentes e vítimas
- 18 de outubro

  - Durante os distúrbios na histórica Estação Ferroviária Central de Santiago do Chile, uma jovem mulher foi gravemente ferida nas pernas por tiros da polícia de choque de Carabineros. A mulher foi ajudada por manifestantes e transeuntes próximos, pois sofreu extensa perda de sangue antes de ser resgatada pelos serviços de emergência.[82]
- 19 de outubro
  - Uma pessoa morreu por um tiro acidental, disparado pelo seu sogro —Miguel Ángel Rojas—, um ex-militar. Mateusz Maj, a vítima, um homem de ? anos, de nacionalidade polonesa e professor, no contexto dos protestos durante um saque no subúrbio de Maipú, no sul-ponente de Santiago. A vítima não estava envolvida no distúrbio.
  - Um médico agredido por um policial durante um protesto indicou que o policial tinha sinais de estar sob a influência de drogas.[83]
- 20 de outubro
  - Dez mortes ocorreram em 20 de outubro. Cinco das quais, no Kayser, uma fábrica têxtil; três das quais, em dois supermercados Líder; e duas das quais, por tiros disparados por militares. Eis o detalhe.
    - Cinco pessoas morreram no incêndio de uma fábrica têxtil em Renca no domingo:[84]

Manuel Muga Cardemil,  um homem de 59 anos; Andrés Ponce Ponce, um homem de 38 anos; Yoshua Osorio Arias, um adolescente de 17 anos; Julián Pérez Sánchez, um homem de 51 anos; e Luis Antonio Salas Martínez, um homem de 47 anos. Várias alegações afirmam que as forças armadas dispararam desproporcionalmente contra manifestantes.
- -     - Três pessoas morreram no incêndio de dois supermercados Líder. Duas delas, no subúrbio de San Bernardo; e uma outra, na comuna de Quinta Normal, no noroeste da cidade:[86]

Paula Lorca Zamora, uma mulher de 44 anos; e Alicia Cofré Peñailillo, uma mulher de 42 anos. Ambas as mulheres, achadas no interior de um supermercado Líder, incendiado no subúrbio de San Bernardo, no sul de Santiago. E Renzo Barboza, um homem de 38 anos, achado no interior de um supermercado Líder, incendiado no limite de Santiago e Quinta Normal, no noroeste de Santiago.
- -     - Duas pessoas morreram por tiros disparados pelos militares em duas cidades do país:

Romario Veloz, um homem de 26 anos, nos arredores do terminal rodoviário da cidade de La Serena, na Grande La Serena; e Kevin Gómez Morgado, um homem de 23 anos, do lado de fora de uma loja La Polar, na cidade de Coquimbo, na Grande La Serena.
- - O presidente Piñera estendeu o estado de emergência no norte e no sul do país, e disse: "Estamos em guerra contra um inimigo poderoso que não respeita nada nem ninguém".[87]
- 21 de outubro
  - Sete novas mortes ocorreram no dia 21 de outubro:
    - José Atilio Arancibia Pereira, um homem de 74 anos; e Eduardo Caro del Pino, um homem de 44 anos, ambas as pessoas achadas em uma loja Construmart incendiada, em La Pintana, no sul de Santiago;
    - Manuel Alejandro Rebolledo Navarrete, um homem de 22 anos, atropelado na cidade de Talcahuano, no norte da Grande Concepción, por um caminhão de Infantaria de marinha;
    - José Miguel Uribe Antipani, um homem de 25 anos, quem morreu após receber disparos na cidade de Curicó, fora da zona de emergência;
    - Um homem não identificado, quem morreu eletrocutado em um supermercado na comuna de Santiago, no centro de Santiago;
    - Álex Andrés Núñez Sandoval, um homem de 39 anos, quem morreu após receber golpes da polícia (Carabineiros) no subúrbio de Maipú, no sul-ponente de Santiago; e
    - Mariana Díaz Ricaurte, uma mulher de 34 anos, quem faleceu devido ao impacto de um projétil perdido na sua casa, em Lo Prado, no noroeste de Santiago.
- 22 de outubro
  - No dia 22 de outubro houve dois mortos —Joel Triviño, um menino de 4 anos; e Cardenio Prado, um homem de 37 anos—, ambos atropelados enquanto fazia-se um panelaço em San Pedro de la Paz, no sul da Grande Concepción. Portanto, subiu para 15 o número de pessoas mortas nos protestos, 99 pessoas feridas a bala e pelo menos 1420 detidas.[88]
- 23 de outubro
  - Após uma greve geral, o governo contabilizou no dia 23 de outubro 18 mortes na onda de protestos violentos, incluindo uma criança.[89] Oficialmente foram detidas 1571 pessoas, sendo 592 por não respeitar o toque de recolher.[89]
- 24 de outubro
  - Um morto deixaram os protestos neste dia: Agustín Coro Conde, um homem de 52 anos, quem morreu por tiros realizados por um comerciante em 22 de outubro, no subúrbio de Puente Alto, no sudoeste de Santiago. O falecido não estava envolvido no conflito.

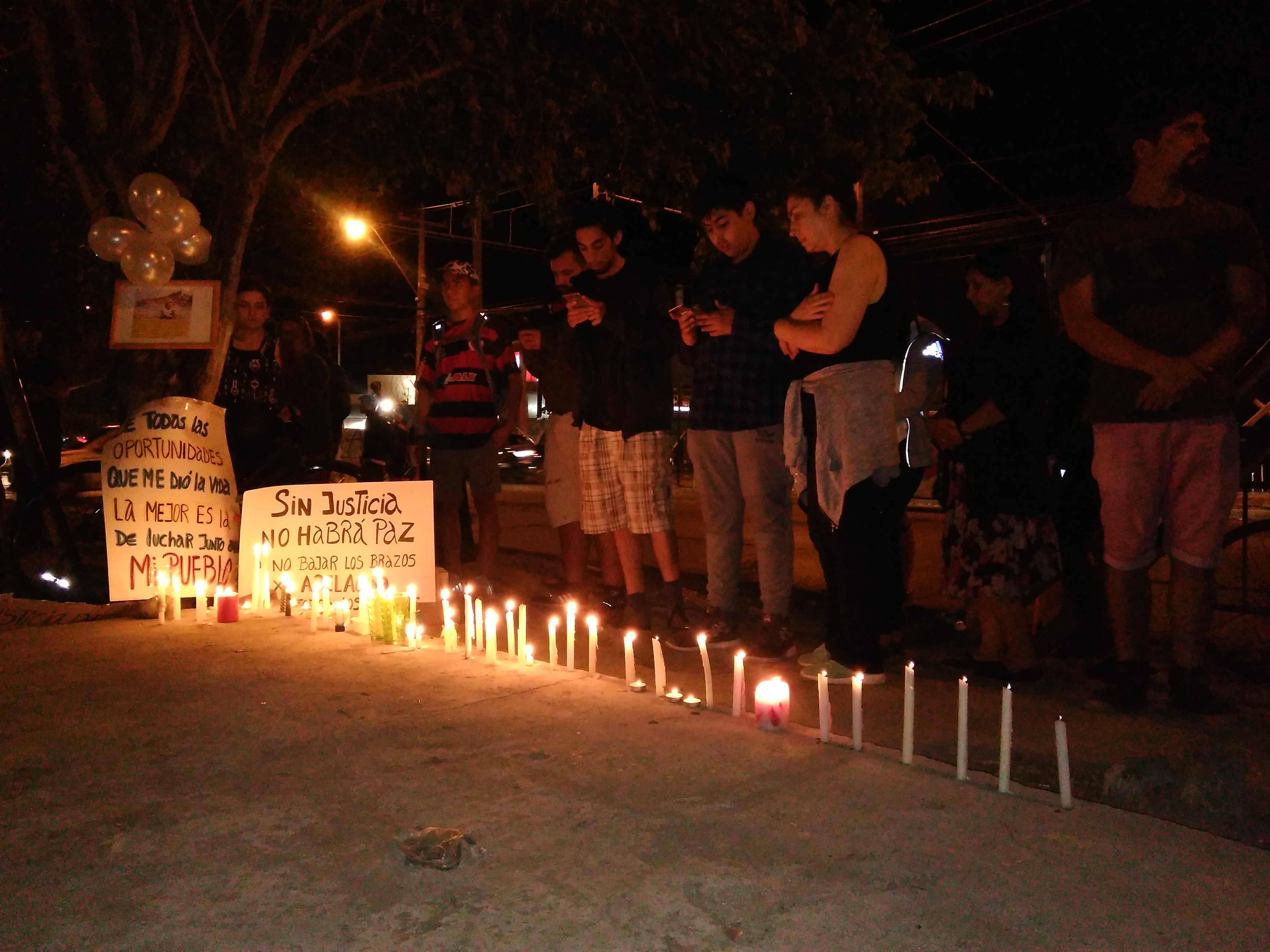
Noitada em Maipú pela morte de Abel Acuña, ocorrida em 15 de novembro de 2019 na Praça Baquedano.

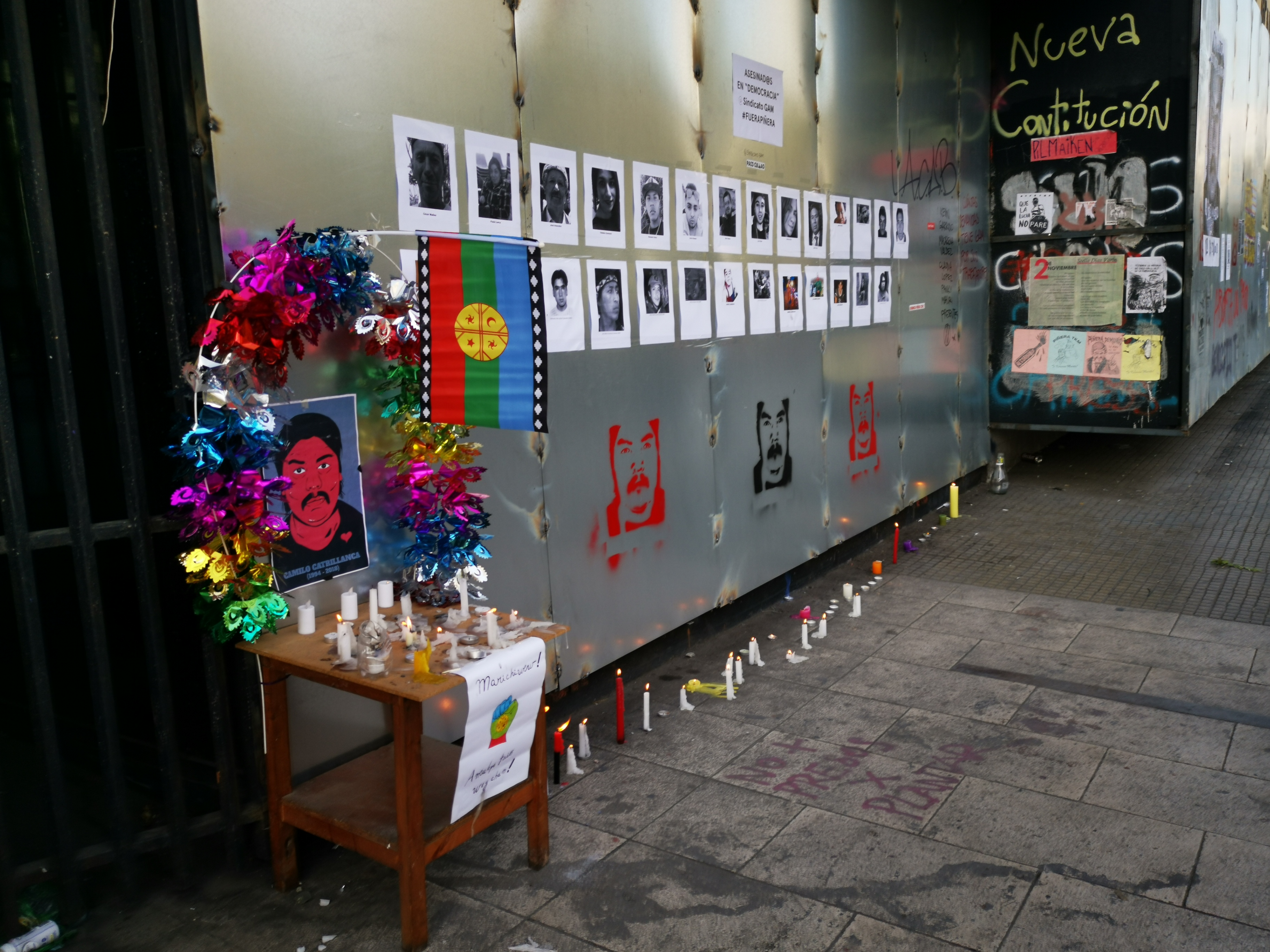
Homenagem aos falecidos durante os protestos, e altar a Camilo Catrillanca pelo primeiro aniversário do seu assassinato, instalado no Centro Cultural Gabriela Mistral.

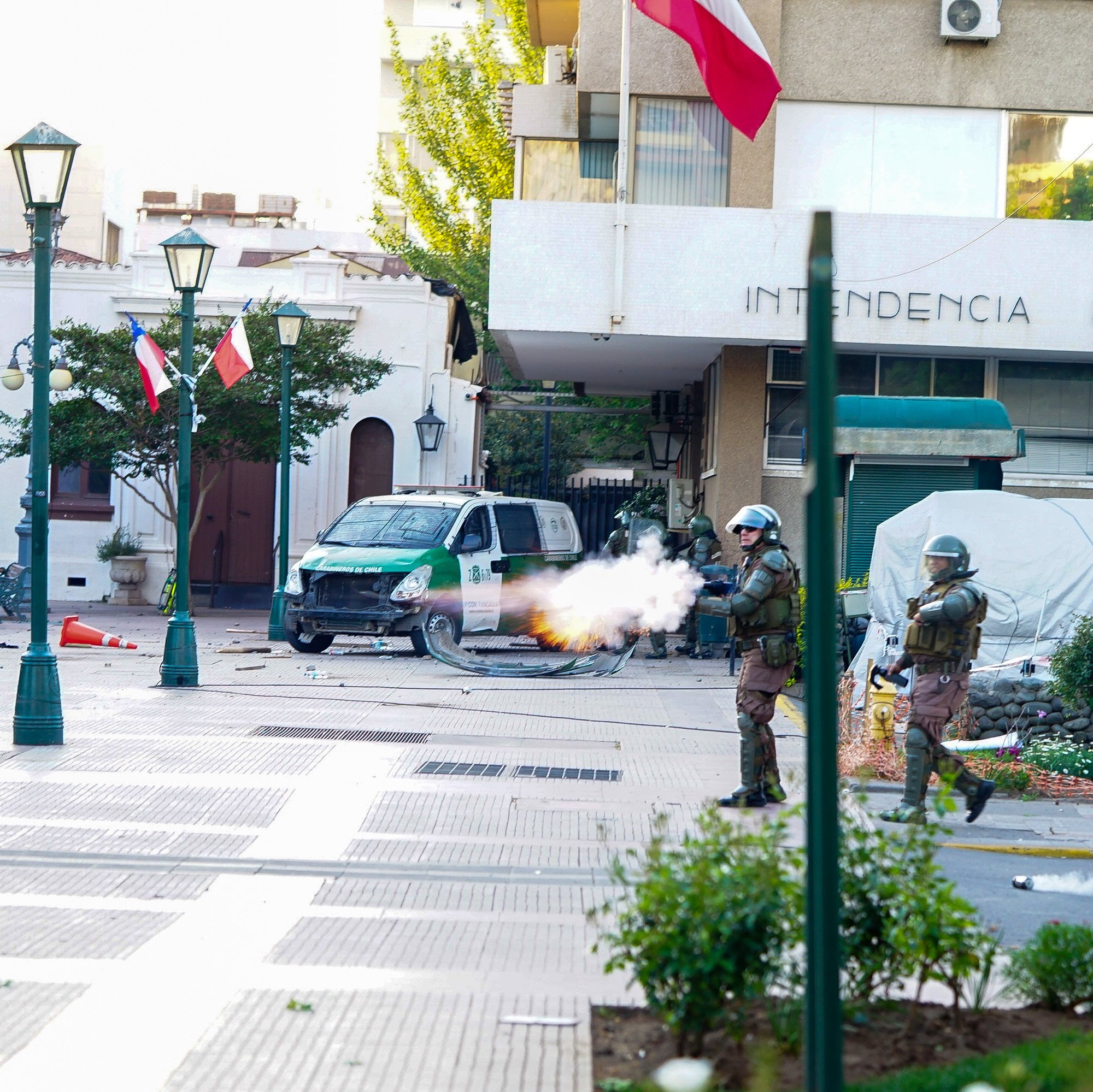
Forças Especiais de Carabineiros atirando nos manifestantes na Praça dos Heróis, de Rancagua, em 20 de outubro.

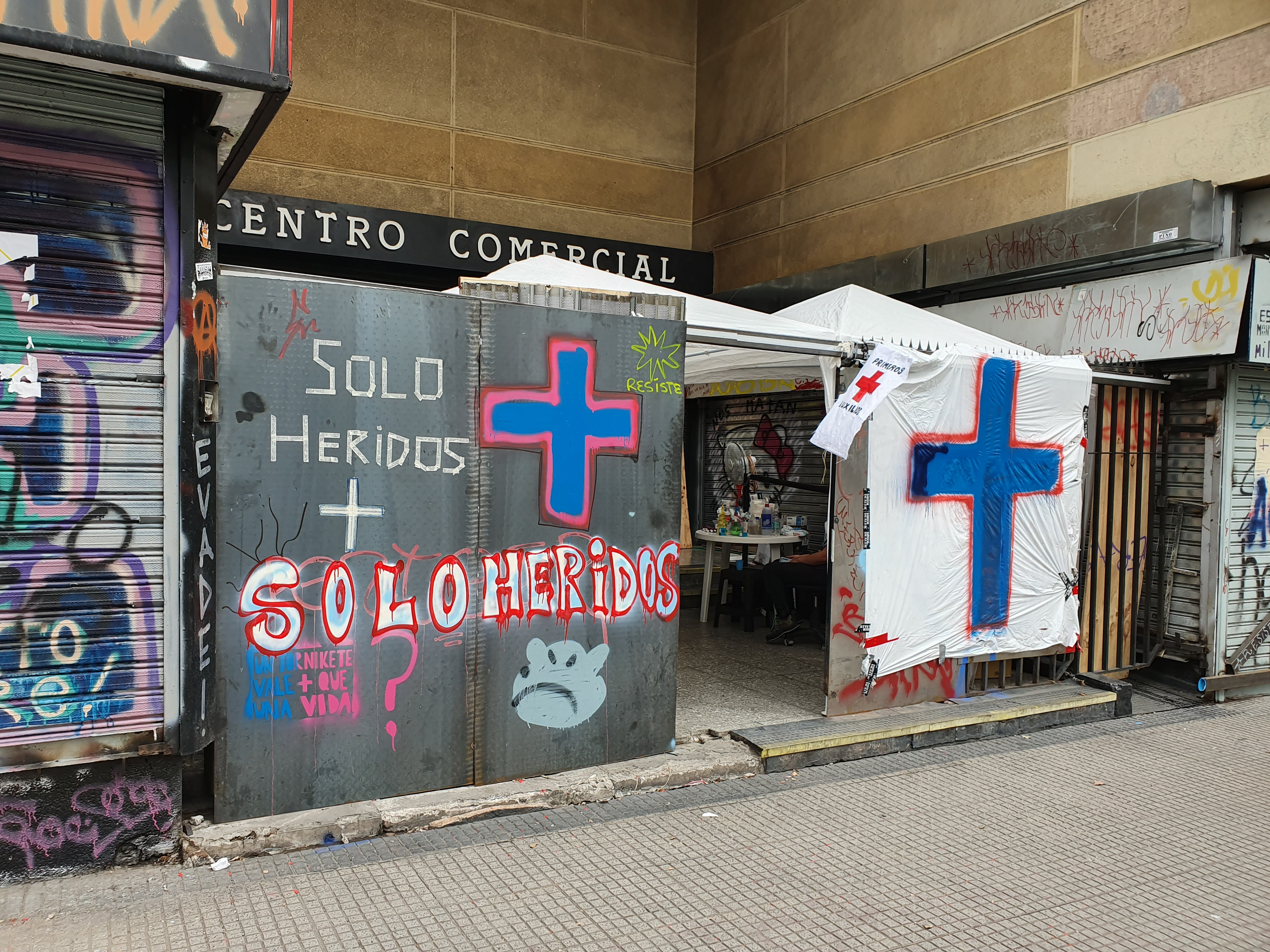
"Só feridos". Postos improvisados de primeiros socorros têm sido instalados no circundante da Praça Baquedano.

- 25 de outubro
  - Maicol Yagual Franco, um homem de 22 anos, quem morreu calcinado em um supermercado no subúrbio de Maipú, no sul-ponente de Santiago.
- 1 de novembro
  - Um morto deixaram os protestos neste dia: Héctor Martínez, um homem de 57 anos, quem recebeu um ataque de faca por um grupo de saqueadores, enquanto tentava defender o seu estabelecimento comercial, no bairro Franklin, na comuna de Santiago, no centro da cidade.
- 8 de novembro
  - A Universidade Pedro de Valdivia foi incendiada. A igreja católica romana Verónica de Lastarria, perto do local principal das manifestações na Praça Baquedano foi saqueada. Uma estátua de Jesus e móveis do interior da igreja foram levados para fora na rua e queimados.[90]
- 12 de novembro
  - Um morto deixaram os protestos na terça-feira 12 de novembro: Robinson Gómez Pedreros, um homem de 27 anos, quem morreu atropelado na cidade de Calama.
- 13 de novembro
  - Um morto deixaram os protestos na quarta-feira 13 de novembro: Uma pessoa não identificada morreu em um incêndio de um supermercado Líder, na cidade de Arica.
- 15 de novembro
  - Um morto deixaram os protestos no dia 15 de novembro: Abel Acuña, um homem de 29 anos, quem morreu devido a uma parada cardíaca, na praça Baquedano, Providencia, no nordeste de Santiago. As testemunhas relataram que a polícia atrapalhara o trabalho das equipes de primeiros socorros, usando balas de chumbo, canhões d'água e gás lacrimogêneo contra tal pessoal.
- 18 de novembro
  - Duas pessoas não identificadas, de sexo masculino, entre 25 e 30 anos aproximadamente, que se encontravam em uma loja Hites na cidade de Valparaíso no dia 18 de novembro —a qual sofreu um incêndio no mesmo dia—, foram achadas mortas recém a 21 de dezembro, em avançado estado de decomposição. A hipótese oficial é que, quando o incêndio foi declarado, as pessoas ficaram presas quando estavam  — supostamente — participando em um saque para logo falecerem por inalação de gás.[91] As causas não são esclarecidas.
- Dezembro
  - Carabineros (a polícia) tentou queimar o Centro Arte Alameda, um centro de artes, em Santiago.
- 27 de dezembro
  - Um morto deixaram os protestos na sexta-feira 27 de dezembro de 2019: Mauricio Fredes, um homem de 33 anos, quem se encontrava na praça Baquedano, no nordeste de Santiago, ao sofrer uma queda em um poço com água e cabos eletrificados, enquanto fugia da polícia, morrendo de asfixia por submersão.
- 18 de janeiro
  - O túmulo do cantor folclórico Víctor Jara foi vandalizado, em Recoleta, no norte de Santiago.
- 29 de janeiro
  - Um morto deixaram os protestos na quarta-feira 29 de janeiro de 2020: Jorge Mora, um homem de 37 anos, quem morreu atropelado por um caminhão de Carabineiros, em Macul, no sudeste de Santiago. O incidente ocorreu fora do Estádio Monumental David Arellano durante um confronto entre manifestantes e a polícia após uma partida de futebol.[92]
  - Em um protesto após a morte de Jorge Mora, um grupo de carabineiros espancou um jovem chamado Matías Soto. A ataque inteiro foi gravado por uma câmera de segurança. O INDH anunciou que processaria os carabineiros por tortura.
- 30 de janeiro
  - Um morto deixaram os protestos na quinta-feira 30 de janeiro: Sergio Alexander Aburto Fuentes, um homem de 22 anos, quem morreu atropelado por um ônibus do sistema Red roubado, em San Ramón, no sul de Santiago. O incidente aconteceu no contexto de protestos pelo assassinato de Jorge Mora.[93]
- 31 de janeiro
  - Um morto deixaram os protestos na sexta-feira 31 de janeiro: Ariel Moreno, um homem de 24 anos quem faleceu logo de ficar em estado grave durante a quinta-feira, por um impacto de projétil na sua cabeça durante um protesto, no subúrbio de Padre Hurtado, no sul-ponente de Santiago. A vítima foi ferida nos arredores de uma sub-delegacia de polícia em tal subúrbio. As testemunhas alegaram que o tiro proveio da sub-delegacia. O incidente ocorreu no contexto de protestos pelo assassinato de Jorge Mora.[94] A família de Ariel favoreceu sete famílias doando os órgãos dele.
  - O corpo de um homem —que se acredita ter morrido de envenenamento por monóxido de carbono— foi recuperado de um supermercado que havia sido saqueado e queimado.[95]
- 7 de fevereiro
  - O Museu Violeta Parra foi incendiado por Carabineros, em Santiago.
- 1 de março
  - Um morto deixaram os protestos no domingo 1 de março: Um homem de 48 anos quem faleceu após ser atropelado por um ônibus do sistema Red no subúrbio de Maipú, no sul-ponente de Santiago. O incidente aconteceu quando o motorista de ônibus fez uma manobra de contornamento para esquivar pedradas e outras armas contundentes contra tal ônibus. O motorista se entregou à polícia. Acredita-se que a vítima era um manifestante dos protestos.[96]
- 2 de março
  - Um morto deixaram os protestos na segunda-feira 2 de março: Uma mulher idosa quem faleceu após ser atropelada por um ônibus urbano no centro da cidade de Concepción. A tragédia aconteceu no contexto de um contornamento de trânsito para evitar as pedradas, devido aos protestos. O governador da província de Concepción vinculou o atropelo aos protestos e manifestações do local.[97]
- 6 de março
  - Um canhão d'água foi totalmente queimado pelo lançamento de um coquetel molotov contra tal veículo policial em Santiago. O ataque incendiário foi feito por manifestantes.[98]

Além disso, saques a lojas comerciais, supermercados e farmácias, enfrentamentos sérios e dezenas de detidos foram relatados.
- 7 de março
  - Um morto deixaram os protestos no sábado 7 de março: Cristián Valdebenito, um homem de 48 anos, quem faleceu logo de estar em estado grave durante a sexta-feira 6 de março e sábado 7 de março por traumatismo cranioencefálico sério, ocasionado pelo impacto de um objeto contundente, sofrido na Praça Baquedano, Providencia, no nordeste de Santiago, durante confrontos entre a polícia de Forças Especiais e manifestantes em uma manifestação massiva ocorrida na sexta-feira. As testemunhas alegaram que o objeto contundente seria uma bomba lacrimogênea. A vítima finalmente faleceu de morte encefálica.[98]

## Impacto econômico e financeiro
Em 11 de novembro, após o anúncio adotado para a obtenção de uma nova Constituição, o valor do peso chileno despencou nos mercados internacionais, tendo uma cotação de CL$ 760 por dólar, batendo assim ao anterior alcance de CL$ 759,75 atingidos em outubro de 2002.

## Simbologia
A bandeira nacional do Chile e a bandeira Mapuche têm sido as mais comuns durante estes protestos.

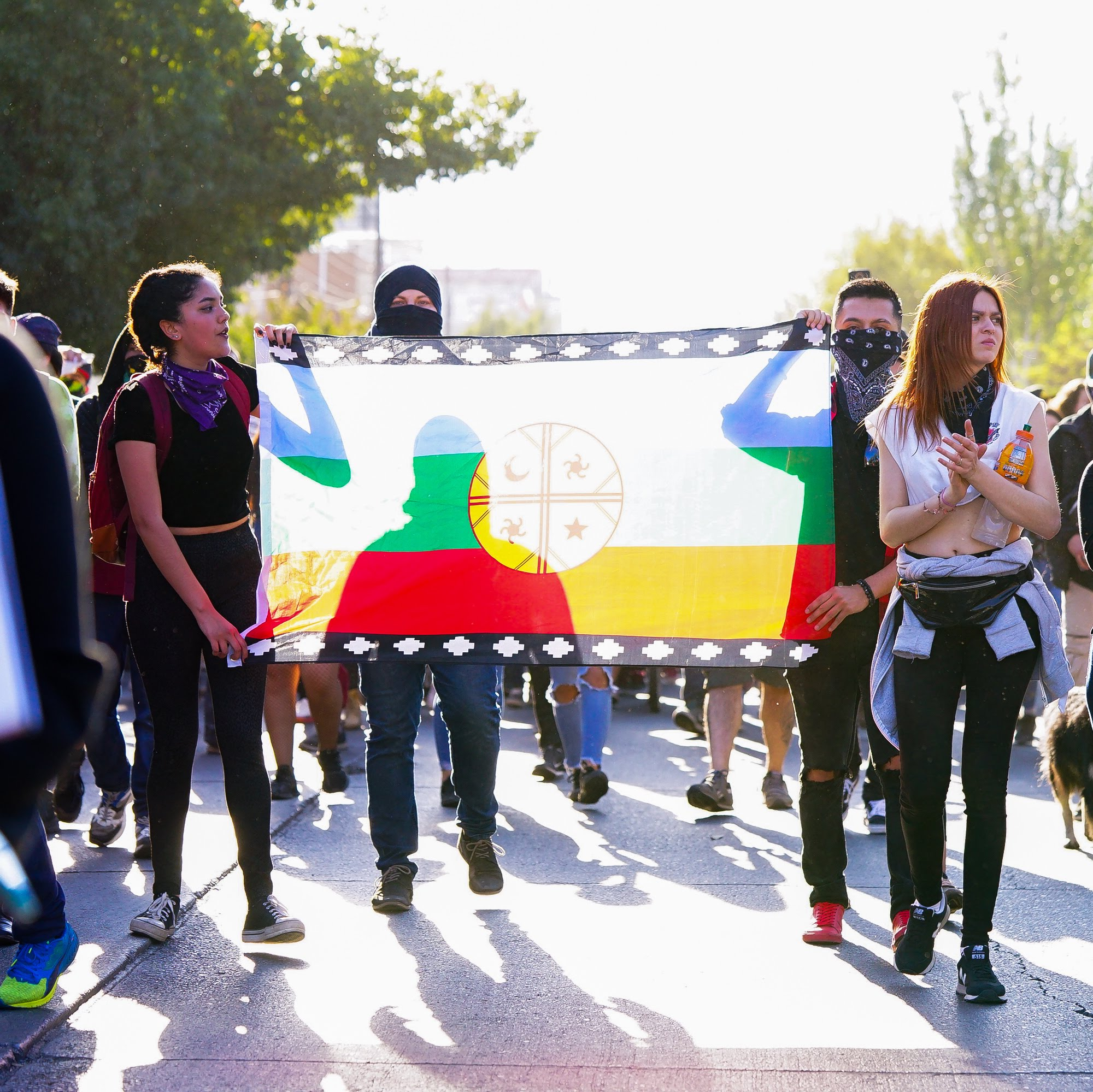
Manifestantes usando a ′Wenufoye′, a bandeira Mapuche.
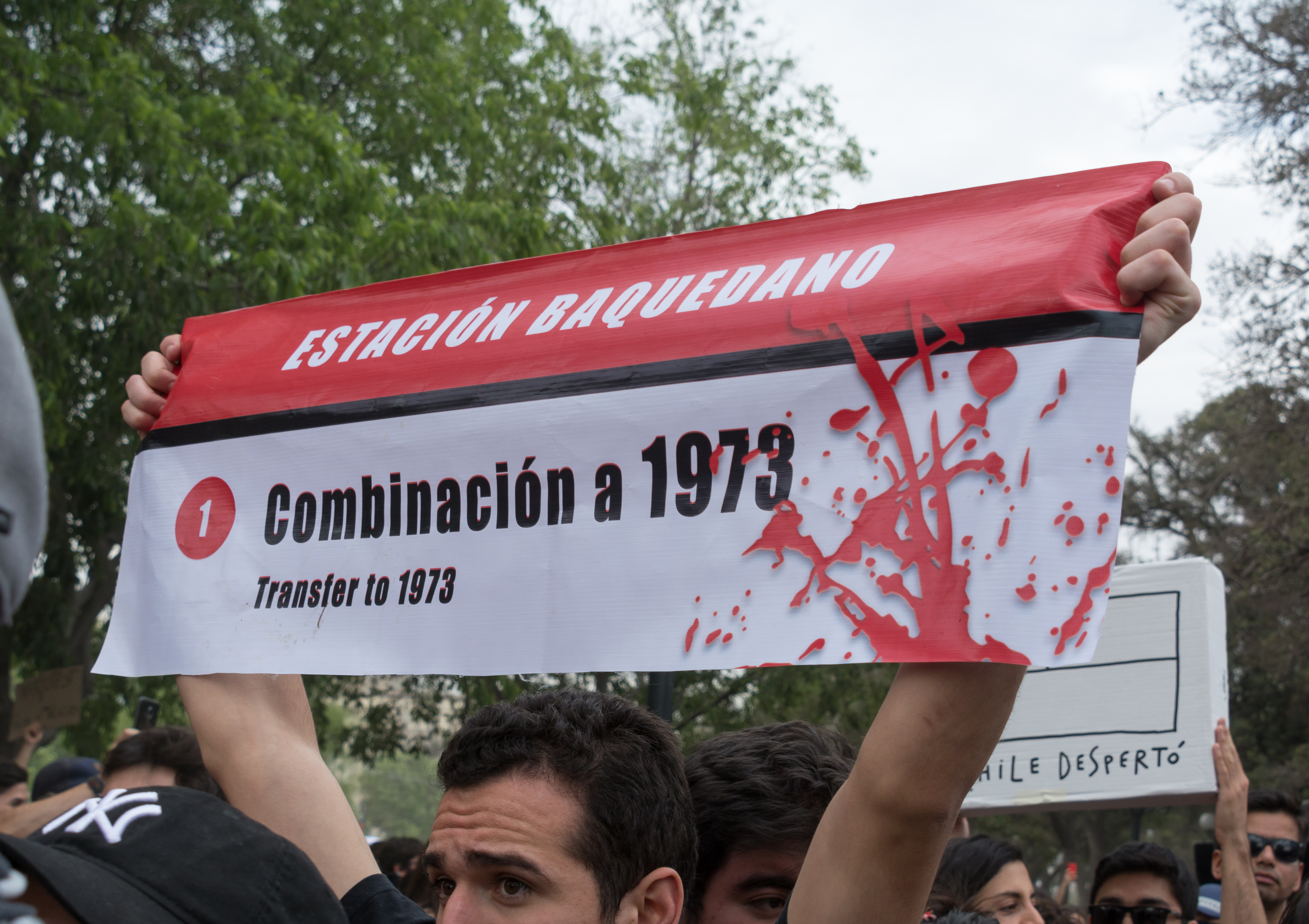
«Combinação com 1973», banner referindo-se aos símbolos gráficos da estação Baquedano do Metrô de Santiago.
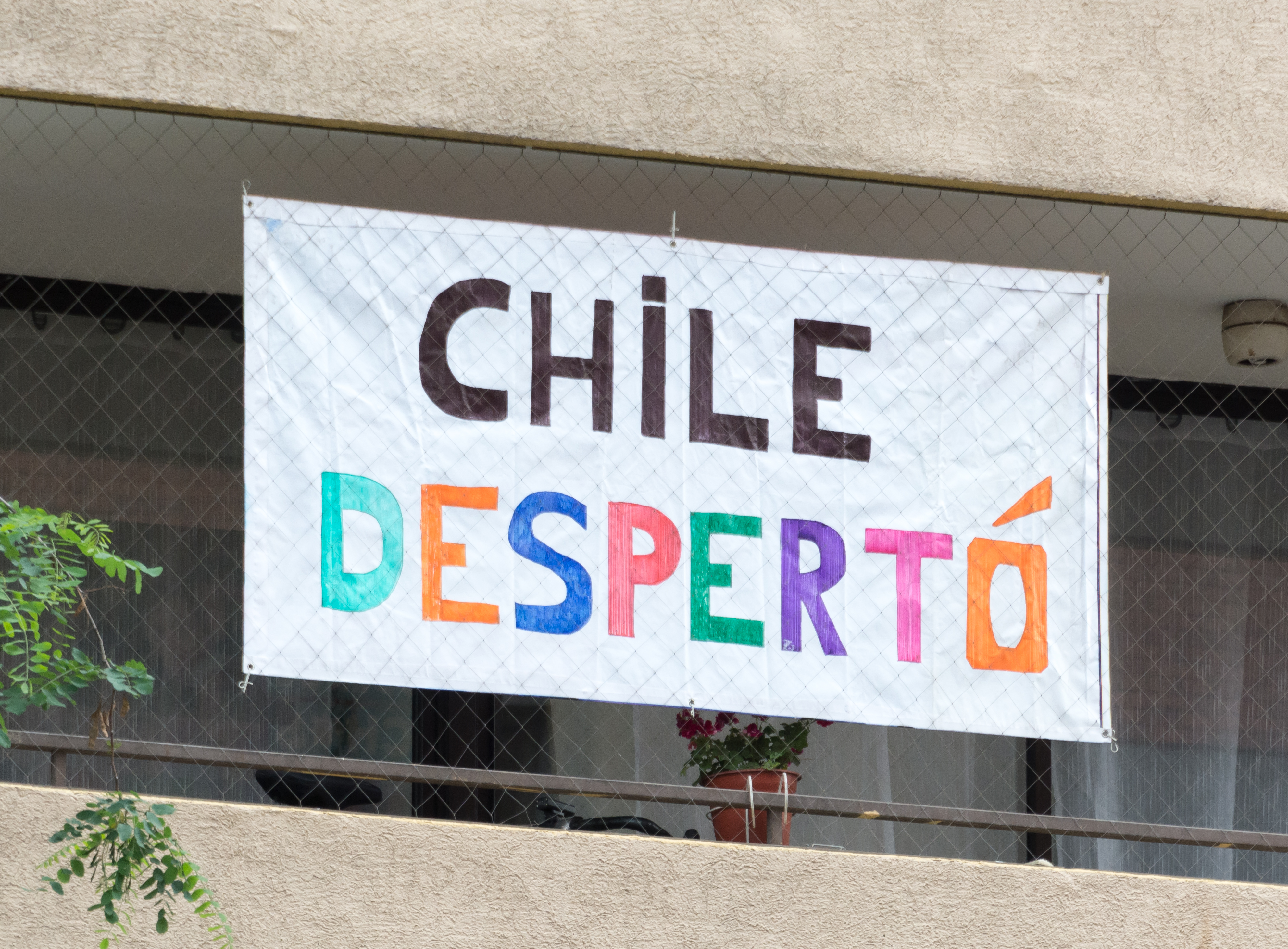
«O Chile despertou», uma das frases mais comuns durante os protestos.
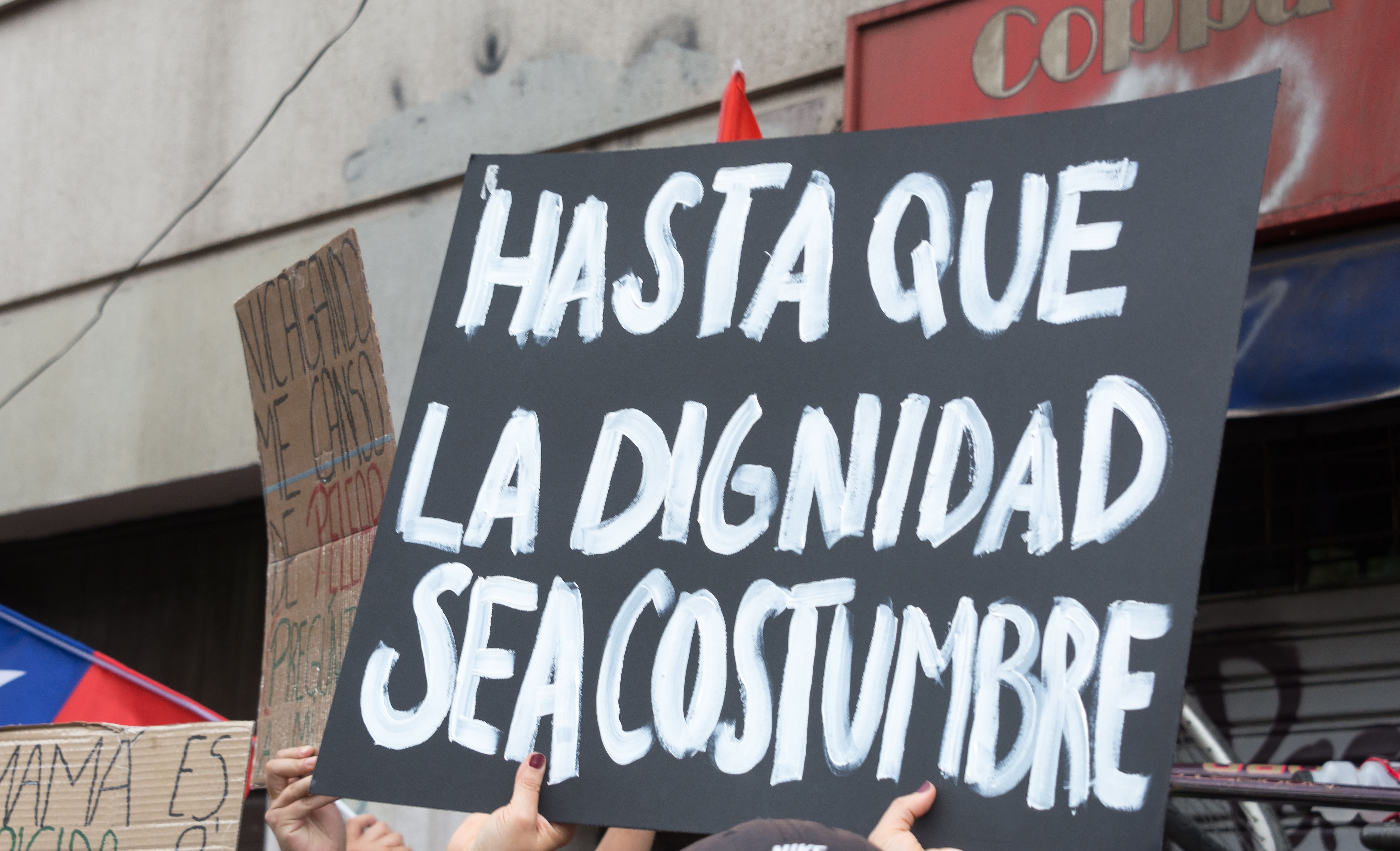
«Até que a dignidade se torne costume», outra frase comum durante os protestos.